# نيكولاس جياكوبون
نيكولاس جياكوبون (بالإسبانية: Nicolás Giacobone)‏ (و. القرن 20  م) هو كاتب سيناريو، وكاتب أرجنتيني، ولد في بوينس آيرس.

## جوائز وترشيحات
حصل على جوائز منها:
- جائزة الأوسكار لأفضل كتابة "سيناريو أصلي"، عن عمل: الرجل الطائر.

ترشح لـ:
- جائزة الأوسكار لأفضل كتابة "سيناريو أصلي"، عن عمل: الرجل الطائر.

## وصلات خارجية
- نيكولاس جياكوبون على موقع IMDb (الإنجليزية)
- نيكولاس جياكوبون على موقع قاعدة بيانات الأفلام العربية
- نيكولاس جياكوبون على موقع ألو سيني (الفرنسية)
- نيكولاس جياكوبون على موقع أول موفي (الإنجليزية)
- نيكولاس جياكوبون على موقع قاعدة بيانات الأفلام السويدية (السويدية)
- نيكولاس جياكوبون على موقع قاعدة بيانات الفيلم (الإنجليزية)
- نيكولاس جياكوبون على موقع كينوبويسك (الروسية)